# Альтленгбах
Альтленгбах (нем. Altlengbach) — ярмарочная коммуна (нем. Marktgemeinde) в Австрии, в федеральной земле Нижняя Австрия.
Входит в состав округа Санкт-Пёльтен.  Население составляет 2734 человека (на 31 декабря 2005 года). Занимает площадь 35,58 км². Официальный код  —  31901.

## Политическая ситуация
Бургомистр коммуны — Вольфганг Луфтенштайнер (СДПА) по результатам выборов 2005 года.
Совет представителей коммуны (нем. Gemeinderat) состоит из 21 места.
- СДПА занимает 11 мест.
- АНП занимает 9 мест.
- parteilos: 1 место.